# Viettesia plumicornis
Viettesia plumicornis är en fjärilsart som beskrevs av Butler 1882. Viettesia plumicornis ingår i släktet Viettesia och familjen björnspinnare. Inga underarter finns listade i Catalogue of Life.